# 著作権表示

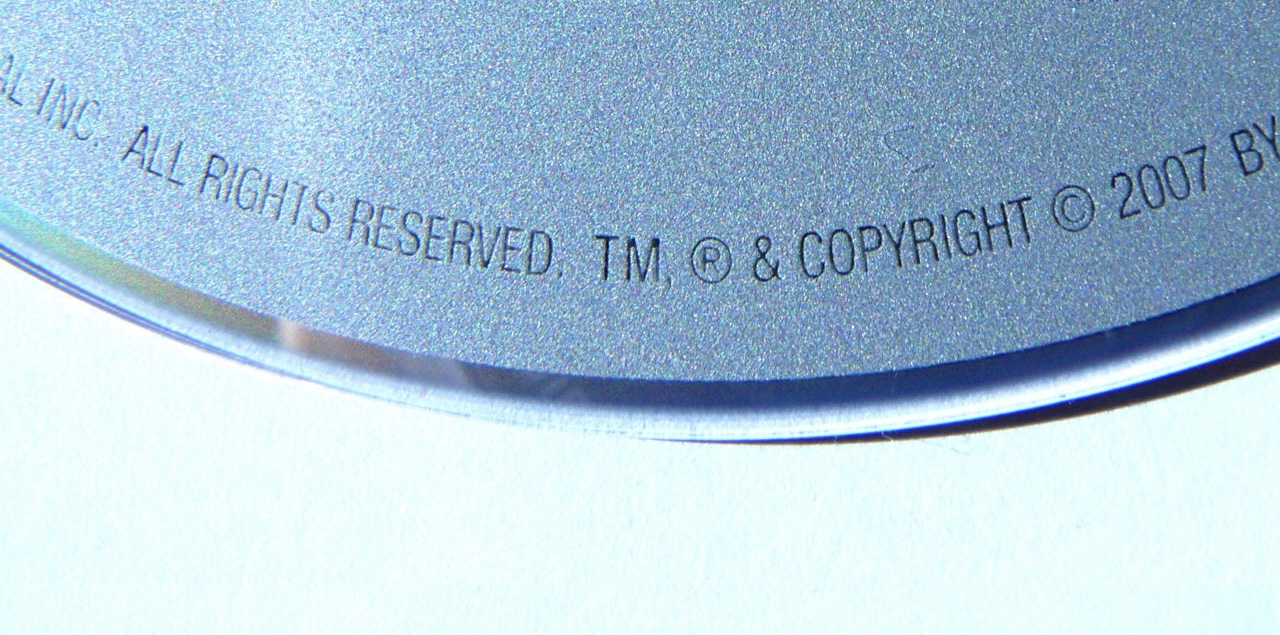
DVDのディスク上に明記された、会社名 + 「ALL RIGHTS RESERVED TM ®（アールマーク）& COPYRIGHT ©（Cマーク） 2007...」の表示。

著作権表示（ちょさくけんひょうじ、英: copyright notice）は、著作物の著作権者がその著作権は自身にあることを人々に知らせるために、著作物の複製物につける表示である。

## 概要
著作権表示は次の3つの要素を、通常は連続するひとつの短い文として表示する。
- ©マーク[1]。（米国では©の代わりに「copyright」という英単語、あるいは「copr.」という短縮語が使われる場合もある。なお、米国ではen:phonorecord（音響作品）に関しては ℗マークをつける[1]）
- 著作物の発行年[1]
- 著作権者の名前[1]

たとえば次のように表示する。
© 2017 John Smith 
あるいは次のように表示する。
© John Smith 2017 
© 2022 Taro Nakamura 　
© 2022 中村太郎
なお、イギリス著作権局は、（必須ではないのだが）誤認されてしまうことを防ぐために、上記3要素の前にあえて「Copyright」と加えて、つまり合計4要素を並べて表示することを勧めている。つまり、念のため次のように表示することを勧めている。
Copyright © 2017 John Smith
著作権表示を使用することが勧められる理由
イギリス著作権局は「著作権表示は任意ではあるが、それでも、あなたの作品に最低でもひとつ著作権表示をすることで、著作権侵害される可能性を防ぐことを強くお勧めする。」としている。
アメリカ合衆国著作権局は、「発行が1989年3月1日以降の作品に関しては著作権表示をするかどうかは任意ではあるが、著作権表示をすると次のような利点がある」と指摘し、次の5つの利点を挙げている。
- その作品を使う可能性のある人々に、その作品には著作権があると主張されている、と気づかせることができる[3]。
- 公表する作品に著作権表示をしておくと、著作権侵害をする者が 「善意の著作権侵害」を根拠にして責任逃れをしようとしたり 差し止め請求を回避してしまうような事態を防ぐことができる[3]。
- 作品に著作権表示をしておくと、その作品を使用するために使用の許可を求める人々に対して、作品が発行された時点の著作権者が誰なのか明示することができる[3]。
- 著作権表示は発行年を明確にし、これにより匿名や仮名の作品などでも著作権保護の期間がいつまでなのかはっきりさせることができる[3]。
- 作品に著作権表示をしておくと、権利者名と権利期間が明確になるので、その作品がオーファンワークス（権利者不明作品）になってしまう事態を防ぐことができる[3]。

著作権表示をすることにより、その作品に著作権があることを人々に知らせることができ、著作権者の名を知らせることができ、発行年（最初に公表した年）を知らせることができる。それに加えて、その作品に対する侵害行為が行われた場合、作品に正しく著作権表示をしてあれば、裁判所は、著作権侵害を行った者が「善意の著作権侵害だった（その作品が著作権で守られているとは知らなかったから著作権侵害してしまった）」などといった内容の主張をしても、そのような主張を一切認めない。「善意の著作権侵害」が認められてしまうようだと、著作権者は損害を被ることになり、本来受け取れるはずだった著作権料が減額され（たり、受け取れなかったりす）る。

あらかじめ著作権表示をはっきりとしておかないと、「（表示が無かったから）私は（この作品について）著作権があったとは知らず、パブリックドメインのものだと思った。だから複製を作り大量配布した」という理屈を法廷で述べられてしまえば、それがまかり通ってしまう、という法理があり（#その他の法的効果）、その複製物を見た者がやはり「当作品に著作権があるとは知らず、パブリックドメインのものと思い、さっそく大量複製した」などという理屈で複製の連鎖的作成と配布が容易に起き、自分の作品について著作権表示の無い複製が何種類か世の中に散布された段階で、結局、もう誰にも無許可（無契約）の複製の連鎖を止めようが無いという事態に陥るのである。
イギリスの著作権局が著作権表示を強く勧奨しているように、自分の著作権を護りたければ著作権表示をすることは重要なのである。
また、まっとうに利用許諾を得るための交渉をしたい人がいる場合や、相応の著作権料を払って使用するための交渉をしたい人がいる場合もあるので、そういう人々の立場からすると、著作権表示がされていないと、いったい誰に連絡をとり誰と交渉すればよいのかさっぱり分からないということになってしまうので、その意味でも著作権表示をしておくほうが良いのである。
著作権表示を使用してよい人
（本当の著作権者であれば、自分の作品に）著作権表示は自由に（勝手に）つけることができる。著作権表示をするのに、当局の特別な許可は必要ない。たとえばアメリカ合衆国著作権局に著作権表示をする許可を求める必要も無いし、日本の文化庁などに自分の作品に著作権表示をする許可を求める必要もない。

## 万国著作権条約の内容と著作権表示

### 条約上の根拠
万国著作権条約では3条1項に著作権表示に関する規定があり、その内容は、
1952年条約、1971年改正条約とも同一である。
| 「 | 締約国は、自国の国内法令に基き著作権の保護の条件として納入、登録、表示、公証人による証明、手数料の支払又は自国内における製造若しくは発行のような方式に従うことを要求するときは、この条約に基いて保護を受ける著作物で、自国外で最初に発行され、かつ、その著作者が自国民でないものについて、著作者又は著作権を有する他の者の許諾を得て発行された著作物のすべての複製物にその最初の発行の時から©の記号が著作権を有する者の氏名及び最初の発行の年とともに表示されている限り、これらの要求が満たされたものと認めなければならない。ただし、その記号、氏名及び発行の年は、著作権が留保されていることを表示するのに適当な方法で、かつ、適当な場所に掲げなければならない。 | 」 |

### 書式

万国著作権条約の著作権表示に必要な©記号

万国著作権条約に基づく著作権表示には、次の3つの表示が必要である。
- ©（丸の中にC、丸C、マルシー）の記号 (symbol ©)
- 著作権者の氏名 (name of the copyright proprietor)
- 最初の発行の年 (the year of first publication)

順序は定められておらず、この順序でなくてもいい。慣習的に「©」を最初に書くことが多いが、氏名と年の順序はさまざまである。
使用する文字や紀年法も特に定められていないが、国外での著作権保護のためという目的上、ラテン文字と西暦を使うのが普通である。

#### ©記号
ベルヌ条約加盟前のアメリカ合衆国の国内法では、「©」以外に「Copyright」や「Copr.」も認められていた（現在も米国著作権法第401条に規定がある）。ただし、国際的に通用することが万国著作権条約で保障されているのは「©」のみである。
コンピュータやタイプライターの文書では、文字として登録されていない場合があるので、慣習的に「(c)」や「(C)」も使われる。

#### 著作権者の氏名
著作者ではなく著作権者の氏名を表示する。つまり、著作者が著作権を譲渡・売却等した場合は、譲渡等された者の氏名を表示する。
氏名は、周知の変名（ペンネーム等）でもかまわない。ただし、周知でない変名（著名でないということではなく、誰のことかわからないということ）は認められない。
複数の著作権者がいる場合は、全ての名を書く。法的にはどんな順序でもいいが、慣習的に、二次著作物に原作者と二次著作物の作者を表示する場合は、原作者を先に書く。

#### 最初の発行の年
複数のバージョンがある著作物は最初のバージョンの最初の発行年を表示する。例えば、1990年に最初のバージョンを発行し、2000年に改定したバージョンにつける著作権表示では「1990」となる。これ以外を表示してはいけないということはないので「1990-2000」は問題ないが、「2000」だけでは間違いである。

## さまざまな著作権表示
さまざまな著作権表示がある。
なお、「®」（マルR）はその直前の語が登録商標であることを示す表示で、著作権とは無関係である。

### ℗（マルP）
「℗」（マルP）表示は、「許諾を得ないレコードの複製からのレコード製作者の保護に関する条約」（レコード保護条約）第5条で定められている「原盤権」による保護を受けるための表示である。Pは、「レコード」を意味するphonogramの頭文字。なお、「レコード」には、CD、カセットなどのあらゆる音楽用メディアが含まれる。
原盤権とは、著作権法上の用語では「著作隣接権」のうちの「レコード製作者の権利」であり、いわゆる「マスター音源」の製作者が有する権利である。著作権とは異なる内容の権利である（ただし、アメリカ合衆国著作権法には著作隣接権という概念はなく、原盤権は copyright として扱われる）が、日本では著作権法の中でその権利内容が規定されている。
「©」同様、無方式主義国のレコードが方式主義国で保護を受けるための表示である。ただし、原盤権についても現在ではほとんどの国が無方式主義である。
「℗」記号と、最初の発行年を、レコードまたはその容器包装（ジャケットなど）に表示する。「©」表示と違い、レコードまたはその容器包装の表示から原盤権者が明らかなときは、「℗」表示自体に名前は必要ない。
著作権者と原盤権者が同一である場合には、「℗&© ……」とまとめて表示することもある。

### All rights reserved
しばしば著作権表示に書かれる「All rights reserved」は、著作権の保護を受けるための「著作権表示」ではあるが、万国著作権条約とは無関係である。1910年にアメリカ合衆国など方式主義諸国が調印したブエノスアイレス条約第3条で、
| 「 | The acknowledgement of a copyright obtained in one State, in conformity with its laws, shall produce its effects of full right, in all the other States, without the necessity of complying with any other formality, provided always there shall appear in the work a statement that indicates the reservation of the property right. | 」 |

| 「 | 要約: 他の加盟国で著作権保護を受けるには「権利を留保する」という趣旨の表示が必要 | 」 |

と定められていたことによる。この表示により、ブエノスアイレス条約加盟国間で著作権が保護される。
そのため、アメリカのような万国著作権条約加盟国かつブエノスアイレス条約加盟国では、「© 権利者名 発行年 All rights reserved」などという著作権表示がされる。これにより、万国著作権条約加盟国とブエノスアイレス条約加盟国の双方で著作権の保護が受けられる。

### 版権所有
日本の版権法（明治26年法律第16号）5条で定められていた表記。版権法では、版権（現行の出版権に相当）について保護を受けるためには、内務省に対する登録とともに、出版する複製物に「版権所有」の文字を記載する必要があった。
旧著作権法（明治32年法律第39号）により、著作権の発生要件に関して無方式主義に移行したため、この表記の意味は失われた。

## 著作権表示の意義

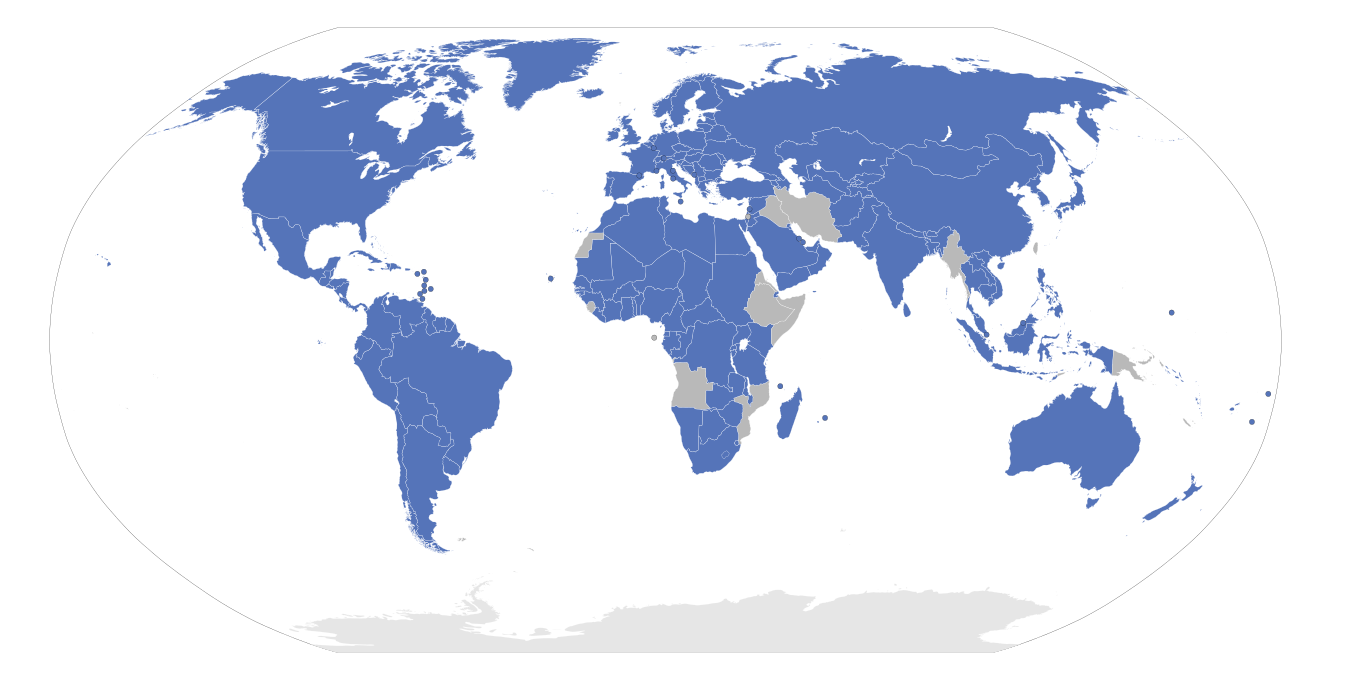
ベルヌ条約加盟国

### 著作権の発生要件としての要否
著作権表示は、国内での著作権保護に対しては、本国が方式主義か無方式主義か、相手国が方式主義か無方式主義かに関わらず、不要である。必要なのは、万国著作権条約に加盟している無方式主義国の著作物が、方式主義の国で著作権保護を受けたい場合である。
かつてはアメリカ合衆国や一部の中南米諸国が方式主義の万国著作権条約加盟国であり、著作権表示はそれらの国で著作権保護を受けるために必要であった。しかし、アメリカは1988年10月31日に著作権法を改正して無方式主義に切り替え、1989年3月1日に改正が発行し同日にベルヌ条約に加盟した。中南米諸国もまもなくそれに倣った。その後は、方式主義のサウジアラビアが1994年7月13日に万国著作権条約に加盟したが、2004年3月11日にはベルヌ条約にも加盟した。
現在では、ほとんどの国はベルヌ条約加盟国（したがって無方式主義）である。わずかな非加盟国もほとんどは、そもそも万国著作権条約にも加盟しておらず、著作権表示は（著作権が認められるか認められないかはともかく）意味がない。なお、双方に非加盟の国（地域）として台湾が有名だが、TRIPS協定加盟国なのでベルヌ条約相当の条約義務を負っている。
万国著作権条約に定める著作権表示が著作権の発生要件として有効な国があるとすれば、
- 方式主義（したがってベルヌ条約に非加盟）で、かつ、次のいずれかである。
  - 万国著作権条約加盟国。
  - 万国著作権条約にも非加盟だが、万国著作権条約とは無関係に著作権表示を認めている国。

2017年現在、ベルヌ条約に非加盟で万国著作権条約のみを締結している国はカンボジアだけとなっている。しかし、カンボジアもベルヌ条約自体は締結していないものの2004年のWTO加盟によりTRIPS協定9条1項の適用を受けることとなり、ベルヌ条約の1条から21条の条項及び附属書の遵守義務を負ったため実質的に無方式主義に転換している。

### 副次的な目的
以上のように著作権の発生要件として無方式主義が一般化したため、著作権表示は本来の目的とは異なる次のような副次的目的が主となっている。
- 著作者が氏名表示権を行使できる。
- 著作物の利用者が、著作権消滅の時期や、利用許諾を得るための連絡先を知ることができる。
- 善意の著作権侵害を予防できる（後述）。

### その他の法的効果
著作権表示は条約上の著作権の発生要件とは別に国内法上一定の効果を生じる場合がある。例えばアメリカの1988年の改正著作権法は善意の侵害者 (innocent infrigers)の法理を定める。善意の侵害者 (innocent infrigers)とは、著作権の存在を知らずパブリックドメインと信じた者は損害賠償責任を免れるという法理である（ただし利益は返還を要求されることがある）。しかし、著作権表示が著作物に明確に表示されていれば原則として善意の侵害の法理が適用される場合には当たらないとされている。

### （参考）方式主義と無方式主義
著作権の発生要件については方式主義と無方式主義の二つの法制が存在する。
方式主義
著作権の発生要件について、登録、納入、著作権表示など一定の方式を備えることを要件とする法制をいう。
無方式主義
著作物が創作された時点で何ら方式を必要とせず著作権の発生を認める法制をいう。
18世紀から19世紀にかけて著作権を法律で保護する国が増えたものの、19世紀半ばになっても著作権の保護の法律を持たない国もありイギリスやフランスなどの作家の書いた作品が複製による被害をこうむっていた。各国は相互主義のもと互いに相手方国民の著作権を保護する二国間条約を締結して解決を図ろうとした。しかし、二国間条約では締約国以外には効力が及ばず、各国は法律で登録などの著作権保護要件を定めていたため現実に著作権を取得することは難しく実効性に乏しいものだった。そこでスイス政府などの主導のもと1886年にベルヌ条約（文学的及び美術的著作物の保護に関するベルヌ条約）が締結された。
ベルヌ条約の適用については1908年のベルリンでの改正条約によって無方式主義が採用された。ベルヌ条約は内国民待遇を定めているため、加盟国は他の加盟国の著作物も、自国の著作物同様に無方式主義で保護しなければならない。
一方、アメリカ合衆国や中南米諸国などのいくつかの国は方式主義を採り、ブエノスアイレス条約を締結して加盟国間で方式主義による著作権の保護を行っていた。
こうして、著作権の国際的な保護について世界に二つの陣営が並立し国際的な著作権の保護に支障を来していた。そこで1952年に万国著作権条約が締結され、無方式主義を採る国における著作物が方式主義を採る国でも著作権保護を得ることができるよう、氏名と最初の発行年、©のマークの3つを著作権表示として明示すれば自動的に著作権の保護を受けることができるとした。万国著作権条約3条1項により、加盟国間ならば、無方式主義国で作られた著作物は方式主義国内では著作権表示が方式とみなされ、著作権表示があれば保護されるようになった。また、万国著作権条約は内国民待遇を定めているので、方式主義国で作られた著作物が無方式主義国で保護を受けるには著作権表示は必要なく、加盟国間ならば自国の著作物同様に無方式主義に基づき保護されることとなった。
なお、ベルヌ条約と万国著作権条約の双方に加盟している場合には万国著作権条約17条によりベルヌ条約が優先する。1979年にアメリカ合衆国がベルヌ条約に加盟したのち、グアテマラなどの中南米諸国も次々とベルヌ条約に加盟するなど各国で無方式主義への転換が進んだ。
2019年時点では、ベルヌ条約を締結せず、万国著作権条約のみを締結している国はカンボジアだけとなっている。ただし、カンボジアは2004年にWTOに加盟しており、知的所有権の貿易関連の側面に関する協定（TRIPS協定）9条1項の規定により、無方式主義を定めたベルヌ条約5条の遵守義務を負っており、実質的に無方式主義に移行している。